# José Serrizuela
José Serrizuela (10 de juny de 1962) és un exfutbolista argentí.

## Selecció de l'Argentina
Va formar part de l'equip argentí a la Copa del Món de 1990.